# Ljoedmila Edeleva
Ljoedmila Iosifovna Edeleva (Russisch: Людмила Иосифовна Эделева; meisjesnaam: Зильберборд; Zilberbord) (Sverdlovsk, 18 februari 1939 - Jekaterinenburg, 5 mei 2023) was een oud-basketbalspeler van het nationale damesteam van de Sovjet-Unie. Ze werd Meester in de sport van de Sovjet-Unie.
Als speler speelde Edeleva voor Oeralmasj Sverdlovsk van 1955 tot 1969. Met de Russische SFSR werd ze derde op de Spartakiad van de Volkeren van de USSR in 1967. Als speler voor het nationale team van de Sovjet-Unie won ze goud op de Europese kampioenschappen in 1960 en 1962.

## Privé
Edeleva was getrouwd met oud basketbalspeler en coach Roedolf Edelev. Ze hebben samen één dochter. Ze overleed op 5 mei 2023.

## Erelijst (speler)
- Landskampioen Sovjet-Unie:
  - Derde: 1967
- Europees Kampioenschap: 2
  - Goud: 1960, 1962
- Spartakiad van de Volkeren van de USSR:
  - Derde: 1967